# Korea Cup 1999
De Korea Cup 1999 was de 23e editie van dit toernooi, het was tevens het laatste toernooi dat werd gespeeld. Het toernooi werd gehouden van 12 tot en met 19 juni 1999. Aan het toernooi deden vier landenteams mee. Kroatië werd kampioen.

## Eindstand
| Pos | Land       | Wed | Win | Gel | Ver | DV | DT | +/− | Pnt |
| --- | ---------- | --- | --- | --- | --- | -- | -- | --- | --- |
| 1   | Kroatië    | 3   | 1   | 2   | 0   | 5  | 4  | +1  | 5   |
| 2   | Mexico     | 3   | 1   | 1   | 1   | 4  | 3  | +1  | 4   |
| 3   | Zuid-Korea | 3   | 0   | 3   | 0   | 2  | 2  | 0   | 3   |
| 4   | Egypte     | 3   | 0   | 2   | 1   | 2  | 4  | –2  | 2   |

## Wedstrijden
|                                               |                   |       |                    |                                                                            |
| 12 juni 1999 «onderlinge duels» 19:00 (UTC+9) | Zuid-Korea        | 1 – 1 | Mexico             | Olympisch Stadion, Seoel Toeschouwers: 42.840 Scheidsrechter: Lu Jun (CHN) |
| 12 juni 1999 «onderlinge duels» 19:00 (UTC+9) | Ahn Jung-Hwan 16' |       | 14' Isaac Terrazas | Olympisch Stadion, Seoel Toeschouwers: 42.840 Scheidsrechter: Lu Jun (CHN) |

|                                               |                                               |       |                                    |                                                                                |
| 13 juni 1999 «onderlinge duels» 19:00 (UTC+9) | Kroatië                                       | 2 – 2 | Egypte                             | Dongdaemunstadion, Seoel Toeschouwers: 6.900 Scheidsrechter: Ahn Bong-Ki (KOR) |
| 13 juni 1999 «onderlinge duels» 19:00 (UTC+9) | Igor Cvitanović 45' (pen.) Davor Vugrinec 77' |       | 9' Hossam Hassan 34' Yasser Rayyan | Dongdaemunstadion, Seoel Toeschouwers: 6.900 Scheidsrechter: Ahn Bong-Ki (KOR) |

|                                               |            |       |        |                                                                                    |
| 15 juni 1999 «onderlinge duels» 19:00 (UTC+9) | Zuid-Korea | 0 – 0 | Egypte | Olympisch Stadion, Seoel Toeschouwers: 37.000 Scheidsrechter: Tajaddin Fares (SYR) |
| 15 juni 1999 «onderlinge duels» 19:00 (UTC+9) |            |       |        | Olympisch Stadion, Seoel Toeschouwers: 37.000 Scheidsrechter: Tajaddin Fares (SYR) |

|                                               |                                 |       |                    |                                                                                  |
| 16 juni 1999 «onderlinge duels» 19:00 (UTC+9) | Kroatië                         | 2 – 1 | Mexico             | Dongdaemunstadion, Seoel Toeschouwers: 4.500 Scheidsrechter: Kang Byung-Ho (KOR) |
| 16 juni 1999 «onderlinge duels» 19:00 (UTC+9) | Igor Bišćan 44' Josip Šimić 63' |       | 25' Luis Hernández | Dongdaemunstadion, Seoel Toeschouwers: 4.500 Scheidsrechter: Kang Byung-Ho (KOR) |

|                                               |                                    |       |        |                                                                                  |
| 18 juni 1999 «onderlinge duels» 19:00 (UTC+9) | Mexico                             | 2 – 0 | Egypte | Dongdaemunstadion, Seoel Toeschouwers: 6.400 Scheidsrechter: Park Hae-Yong (KOR) |
| 18 juni 1999 «onderlinge duels» 19:00 (UTC+9) | Daniel Osorno 2' Daniel Osorno 88' |       |        | Dongdaemunstadion, Seoel Toeschouwers: 6.400 Scheidsrechter: Park Hae-Yong (KOR) |

|                                               |                   |       |                   |                                                                                    |
| 19 juni 1999 «onderlinge duels» 19:00 (UTC+9) | Zuid-Korea        | 1 – 1 | Kroatië           | Olympisch Stadion, Seoel Toeschouwers: 54.000 Scheidsrechter: Tajaddin Fares (SYR) |
| 19 juni 1999 «onderlinge duels» 19:00 (UTC+9) | Noh Jung-Yoon 58' |       | 88' Stjepan Tomas | Olympisch Stadion, Seoel Toeschouwers: 54.000 Scheidsrechter: Tajaddin Fares (SYR) |

| Winnaar Korea Cup 1999 |
| ---------------------- |
|                        |
| Kroatië 1e titel       |